# 定公 (晋)
定公（ていこう、生年不詳 - 紀元前475年）は、中国の春秋時代の晋の君主。姓は姫、名は午。

## 生涯
晋の頃公の子として生まれた。紀元前512年6月、頃公が死去すると、後を嗣いで定公が晋公として即位した。紀元前510年、周の敬王が富辛と石張を晋に派遣して、成周の城壁修築を依頼した。定公はこれを受け入れ、士弥牟（士景伯）の案をもとに諸侯を動員して工事がおこなわれ、韓不信が監督した。紀元前509年、晋の魏舒が諸侯の大夫を狄泉に召集して、成周の城壁を修築させた。士弥牟が宋の仲幾を捕らえて京師に送った。紀元前507年、晋軍は平中で鮮虞に敗れ、晋将の観虎が捕らえられた。紀元前506年、晋・斉・魯・宋・蔡・衛・陳・鄭などの諸国が召陵に会盟し、楚に対する進攻を決議した。晋の士鞅（范献子）と衛の孔圉（孔文子）が軍を率いて鮮虞を攻撃した。紀元前503年、周の儋翩が儀栗に入って反乱を起こした。定公は都から逃れた周の敬王を支援して晋軍を派遣し、敬王を王城に護送した。紀元前502年、晋の渉佗・成何らが衛の霊公と鄟沢で会盟しようとしたが、霊公の怒りを買い、破談となった。士鞅が鄭に侵入し、蟲牢を包囲した。晋と魯の連合軍が衛を攻撃した。紀元前501年、魯の陽虎が晋に亡命してきた。斉と衛の連合軍が晋の夷儀を攻撃したが、晋軍が中牟を出立して、斉軍を撃破した。紀元前500年、趙鞅が衛を包囲した。紀元前497年、晋の范氏と中行氏が趙氏の宮を攻撃し、趙鞅は晋陽に逃れた。智躒（智文子）・韓不信・魏侈が定公を奉じて范氏と中行氏を攻めた。范氏と中行氏は定公を攻撃して国人の反感を買い、敗北して朝歌に逃れた。趙鞅は絳に帰還した。紀元前496年、晋軍が范氏と中行氏の拠る朝歌を包囲した。晋軍が范氏と中行氏の軍を潞で破り、籍秦と高彊を捕らえた。また晋軍は鄭軍と范氏の軍を百泉で破った。紀元前494年、斉と衛が晋の范氏を救援するために邯鄲に出兵し、五鹿を包囲し、棘蒲を奪った。紀元前493年、晋の趙鞅が衛の太子蒯聵を送って戚に入城させた。鄭軍が范氏を支援したため、趙鞅が鄭軍と鉄で戦って撃破した。紀元前492年、趙鞅が范氏と中行氏の拠る朝歌を包囲した。紀元前491年、趙鞅が邯鄲を包囲し、邯鄲は降伏した。荀寅（中行文子）は鮮虞に逃れ、趙稷は臨に逃れた。紀元前490年、晋軍が柏人を包囲し、士吉射（范昭子）は斉に逃れた。趙鞅が衛を攻撃した。紀元前489年、晋軍が鮮虞を攻撃した。紀元前488年、晋の魏侈が衛に侵攻した。紀元前485年、趙鞅が斉を攻撃し、犁と轅を占領し、高唐の城郭を破壊した。趙鞅は頼まで進軍して撤退した。紀元前482年、定公は呉王夫差と黄池で会盟し、血を啜る順序を争った。紀元前481年、趙鞅が衛を攻撃した。紀元前480年、趙鞅が衛に進攻した。定公は鄭を攻撃した。紀元前478年、趙鞅が衛を包囲した。紀元前475年、定公は死去し、子の出公が晋公として即位した。